# Carnide
Carnide – stacja metra w Lizbonie, na linii Azul. Oddana została do użytku w dniu 18 października 1997 roku w połączeniu ze stacją Pontinha w ramach rozbudowy tej linii do strefy Pontinha.
Stacja znajduje się przy Av. Marechal Teixeira Rebelo, w pobliżu skrzyżowania z Rua Guiomar Torrezão, służąc dzielnicy Carnide i umożliwia dostęp do Casa do Artista. Projekt architektoniczny stacji jest autorstwa Sérgio Gomesa i José de Guimarães. Podobnie jak najnowsze stacje metra w Lizbonie, jest przystosowana do obsługi pasażerów niepełnosprawnych.